# Minghe (БПЛА)
Minghe — китайские БПЛА, разработанные компанией из округа Дунгуань, Minghe Crop Dusting UAV Co., Ltd., со штаб-квартирой в Чжанмуту. Первоначально производитель компонентов для электроники, с тех пор расширил свой бизнес на рынок БПЛА, превратив свой отдел электронного оборудования в дочернюю компанию, полностью специализирующуюся на производстве беспилотных летательных аппаратов для сельскохозяйственных работ по распылению и опрыскиванию.

### Сельскохозяйственный беспилотный вертолёт
Беспилотный вертолёт, разработанный Minghe специально для низкоуровневого пылеобразования. По сравнению с большинством других китайских беспилотных вертолетов, находящихся в эксплуатации, разработка Minghe может нести гораздо большую полезную нагрузку относительно своего собственного веса, которая почти равна его собственному весу.
Спецификация:
- Длина (м): 2,47
- Высота (м): 0,725
- Диаметр несущего винта (м): 2,05
- Диаметр хвостового ротора (м): 0,341
- Вес порожний (кг): 12
- Полезная нагрузка (кг): 10
- Максимальная скорость при полной нагрузке (км / час): 20
- Выносливость при полной нагрузке (мин): 15